# Buletin de vot

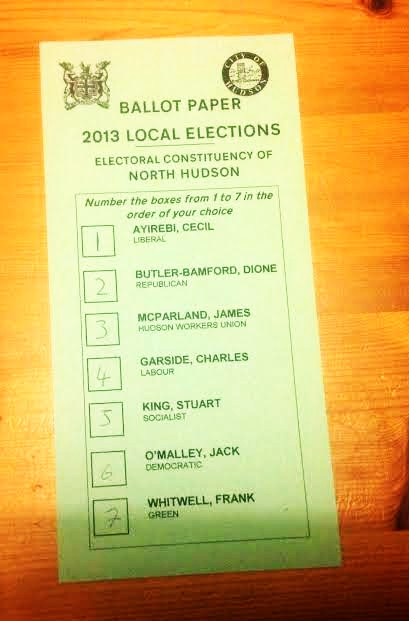
Buletin de vot din 2013

Buletinul de vot este un imprimat cu ajutorul căruia alegătorii își exercită dreptul de vot, totodată acesta este și dovada principală a voinței alegătorului. Anume prin analizarea caracterului/caracterelor bifate în buletin, Comisia Electorală este capabilă să ajungă la un verdict cu privire la preferința față de unul sau alt candidat.
Buletinul nu este un material de propagandă, însă forma buletinului poate afecta rezultatul campaniei electorale, de exemplu, în cazul în care numele candidatului/partidului este prima, de regulă, se adaugă aproximativ 5-10% din voturi. Dacă numele candidatului se află pe cealaltă parte a buletinului de vot, analogic, doar că se reduce cantitate de voturi.

## Vezi și
- Alegeri
- Circumscripție electorală